# 信濃三沢寺
信濃三沢寺（しなのさんたくじ）は、長野県中部の「沢」のつく三カ寺の呼び方。
いつごろ呼ばれたかなど、詳らかには分かっていない。

## 信濃三澤寺一覧
- 広沢寺 - 松本市里山辺にある曹洞宗の寺院。小笠原氏の菩提寺で、寺領は約15数万坪。開山は雪窓一純。室町時代の嘉吉元年（1441年）、松本井川城主の小笠原政康が開基した。本堂は松本地方随一の禅宗建築として、市の重要文化財に指定されたが、平成に入り再建した為取り消しとなった。
- 大澤寺 - 大町市大町堀六日町にある曹洞宗の寺院。仁科盛直が臨済宗寺院として創建。もとは平二ツ屋にあり、「信州には過ぎた寺あり」といわれた程の大寺であったが、昭和期の火災により山門を除く伽藍全てを焼失した。のち現在の位置に再建。木造阿弥陀如来立像は、市指定有形文化財。
- 若沢寺 - 松本市波田にあった高野山真言宗または天台宗の寺院。749年行基により開かれ、坂上田村麻呂により繁栄した。江戸時代には「信濃日光」と呼ばれる大寺であったが明治の廃仏毀釈により廃寺となった。廃寺後、仏像や鐘楼、金堂、方丈、什物等は松本市や東筑摩郡内の寺に移され、現在残っているものは石垣と礎石の一部である。江戸後期には東海道中膝栗毛の作者十返舎一九も訪れた。